# Saint-Nazaire-le-Désert
Saint-Nazaire-le-Désert è un comune francese di 142 abitanti situato nel dipartimento della Drôme della regione dell'Alvernia-Rodano-Alpi.

## Società

### Evoluzione demografica
Abitanti censiti